# Saurauia bracteosa
Saurauia bracteosa är en tvåhjärtbladig växtart som beskrevs av Dc. Saurauia bracteosa ingår i släktet Saurauia och familjen Actinidiaceae. Inga underarter finns listade i Catalogue of Life.